# Шарль Маріон
Шарль Маріон (фр. Charles Marion, 14 січня 1887 — 16 листопада 1944) — французький вершник.
Олімпійський чемпіон 1932 року в командній виїздці, срібний призер 1928 (індивідуальна виїздка), 1932 (індивідуальна виїздка) років.